# Isole del Nord - Est tra Capo Ceraso e Stagno di San Teodoro
Isole del Nord - Est tra Capo Ceraso e Stagno di San Teodoro este o arie protejată (arie de protecție specială avifaunistică — SPA) din Italia întinsă pe o suprafață de 18.164 ha, din care 87 % marine.

## Localizare
Centrul sitului Isole del Nord - Est tra Capo Ceraso e Stagno di San Teodoro este situat la coordonatele 40°47′28″N 9°41′04″E / 40.791098°N 9.684449°E.

## Înființare
Situl Isole del Nord - Est tra Capo Ceraso e Stagno di San Teodoro a fost declarat arie de protecție specială avifaunistică în iulie 2009 pentru a proteja 4 specii de plante și 38 de specii de animale.

## Biodiversitate
Situată în ecoregiunea mediteraneană, aria protejată conține 22 de habitate naturale: Tufărișuri halofile mediteraneene și termo-atlantice (Sarcocornetea fruticosi), Păduri de Olea și Ceratonia, Dune de coastă cu Juniperus spp., Recifuri, Peșteri inaccesibile publicului, Păduri de Quercus ilex și Quercus rotundifolia, Dune cu vegetație ierboasă Malcolmietalia, Faleze cu vegetație de Limonium spp. endemic de pe coastele mediteraneene, Lagune de coastă, Peșteri marine scufundate complet sau parțial, Dune mobile cu vegetație embrionară, Phrygana endemică cu Euphorbio-Verbascion, Pseudostepă cu ierburi și specii anuale de Thero-Brachypodietea, Pante stâncoase calcaroase cu vegetație casmofită, Straturi cu Posidonia (Posidonion oceanicae), Dune de pe litoral fixate cu Crucianellion maritimae, Dune mobile de-a lungul țărmului cu Ammophila arenaria („dune albe”), Matorral arborescenți cu Juniperus spp., Formațiuni scunde de Euphorbia în apropierea falezelor, Vegetație anuală la limita mareei, Tufărișuri termo-mediteraneene și de pre-deșert, Pășuni mediteraneene udate de apa mării (Juncetalia maritimi).
La baza desemnării sitului se află mai multe specii protejate:
- plante (4): Brassica insularis, Centaurea horrida, Linaria flava, Rouya polygama
- păsări (30): pescăruș albastru (Alcedo atthis), Alectoris barbara, acvilă de munte (Aquila chrysaetos), egretă mare (Ardea alba), stârc roșu (Ardea purpurea), pasărea ogorului (Burhinus oedicnemus), Calonectris diomedea, caprimulg (Caprimulgus europaeus), prundăraș de sărătură (Charadrius alexandrinus), barză neagră (Ciconia nigra), erete de stuf (Circus aeruginosus), erete vânăt (Circus cyaneus), egretă mică (Egretta garzetta), șoim călător (Falco peregrinus), piciorong (Himantopus himantopus), Hydrobates pelagicus, sfrâncioc roșiatic (Lanius collurio), Larus audouinii, Larus genei, vultur pescar (Pandion haliaetus), Phalacrocorax aristotelis desmarestii, Phoenicopterus ruber, lopătar (Platalea leucorodia), Puffinus yelkouan, ciocântors (Recurvirostra avosetta), chiră de baltă (Sterna hirundo), chiră mică (Sternula albifrons), Sylvia sarda, silvie de tufiș (Sylvia undata), chiră de mare (Thalasseus sandvicensis)
- mamifere (3): liliac cu aripi lungi (Miniopterus schreibersii), liliacul mare cu potcoavă (Rhinolophus ferrumequinum), delfin mare (Tursiops truncatus)
- reptile (5): Caretta caretta, țestoasa de baltă (Emys orbicularis), Euleptes europaea, țestoasă bănățeană (Testudo hermanni), Testudo marginata

Pe lângă speciile protejate, pe teritoriul sitului au mai fost identificate 34 de specii de plante, 54 de specii de păsări, 2 specii de amfibieni, 3 specii de mamifere, 7 specii de nevertebrate, 5 specii de reptile.